# プンスカプン
『プンスカプン』はフジテレビで2005年3月31日（4月1日未明）深夜0:55～1:55に放送された深夜番組。
この番組は実質上、日本テレビの『ジェネジャン』を少し、バラエティチックにしたような番組だが、「怒り」をテーマにした大人の教育バラエティ。と思われたが、すべてまったくのでたらめだった。

## MC
- 堀内健（ネプチューン）
- 坂下千里子

## 他の出演者
- カンニング竹山
- 中野美奈子アナウンサー
- 蛭子能収
- ほかエキストラ4名

- 佐藤アサト （ナレーター）

## スタッフ
- 製作著作:フジテレビ